# حوادث الإعدام الجماعي المرتبطة بواتساب في الهند
حوادث الإعدام الجماعي المرتبطة بواتساب في الهند Indian WhatsApp lynchings- إن عمليات الإعدام خارج نطاق القانون في الهند عبر تطبيق واتساب هي سلسلة من أعمال العنف والقتل المرتبطة بالغوغاء في أعقاب انتشار الشائعات، والتي تتعلق في المقام الأول باختطاف الأطفال وحصاد الأعضاء، عبر تطبيق واتساب. وقد بدأت موجة عمليات الإعدام خارج نطاق القانون في مايو/أيار 2017م بمقتل سبعة رجال في ولاية جهارخاند، لكنها لم تصبح قضية تحظى بالاهتمام الوطني حتى بداية العام التالي. وتبدأ الحوادث عندما يتم تداول رسائل مزيفة مخصصة بتفاصيل محلية محددة إلى جانب مقاطع فيديو حقيقية مرفقة برسائل أو ادعاءات مزيفة.
وفي أغلب مواقع الإعدام خارج نطاق القانون، لم يتم تسجيل أي حالات لاختطاف أطفال خلال الأشهر الثلاثة السابقة. 
وقد وقعت أغلب الهجمات في عمق المناطق الداخلية للقرى. وقد شملت حشود الغوغاء رجالاً ونساءً وأطفالاً. وفي بعض الحالات كانت الحشود تتكون إلى حد كبير من الرجال الأميين أو ذوي التعليم الضعيف، والعاطلين عن العمل أو الذين يعملون كعمال يوميين بالإضافة إلى كونهم تحت تأثير الكحول في وقت الهجوم.  وفي بعض الحالات على الأقل، استغل المحرضون الرئيسيون مخاوف اختطاف الأطفال، من أجل إثارة العنف وتصفية الحسابات القديمة.

## الاستجابات
لا تقوم الحكومة الهندية بتتبع حالات الإعدام العلني خارج القانون، ولا توجد إحصاءات رسمية من مكتب سجلات الجرائم الهندي فيما يتعلق بحدوث مثل هذه الحالات، وذلك في جميع أنحاء الهند. 
كما أن التغطية الإعلامية لعمليات القتل والجهود المبذولة ركزت علي تفنيد الأخبار الكاذبة في وسائل الإعلام الناطقة باللغتين الإنجليزية والهندية، مع اعطاء القليل من الاهتمام للتقارير باللغة المحلية. 
في 4 يوليو 2018م – عرضت شركة واتساب تمويلًا بقيمة 50 ألف دولار للباحثين، بهدف تطوير أفكار تكنولوجية واجتماعية تمنع انتشار مثل هذه الأخبار المزيفة. 
وفي 10 يوليو 2018م - أطلقت واتساب حملة إعلانية في الصحف تحذر من خلالها من الأخبار المزيفة، وأعلنت عن تغييرات لمستخدمي المنصة الهنود، والتي تصنف الرسائل المعاد توجيهها على هذا النحو. 

## حالات بارزة

### إعدام جماعي في بالغار عام 2020

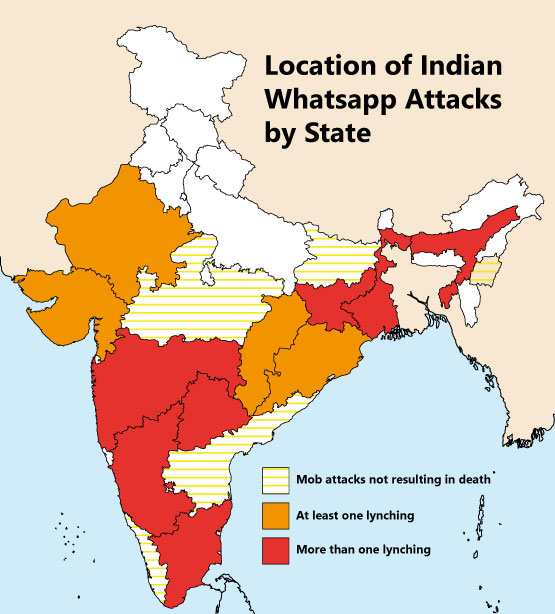

في 16 أبريل 2020م، قامت مجموعة من المتطوعين بإعدام اثنين من الرهبان الهندوس وسائقيهم في قرية جادشينشال، مقاطعة بالغار، مهاراشترة، الهند. اندلعت الحادثة بسبب شائعات انتشرت عبر تطبيق واتساب حول وجود لصوص في المنطقة، خلال فترة الإغلاق على مستوى البلاد بسبب جائحة كوفيد-19. وقد أخطأت مجموعة من المتطوعين القرويين في اعتبار الركاب الثلاثة لصوصًا فقتلتهم.  كما تعرض أيضًا العديد من رجال الشرطة للهجوم، وذلك أثناء محاولتهم للتدخل، مما أدى إلى إصابة أربعة من رجال الشرطة وضابط شرطة كبير.  
بحلول 20 أبريل، ألقت شرطة ماهاراشترا القبض على أكثر من 100 قروي بتهمة قتل الرجال الثلاثة.  و بعد الحادثة انتشرت شائعات لإثارة التوتر الديني.  وفي 22 أبريل، نشر وزير الداخلية في ولاية ماهاراشترا أنيل ديشموك قائمة كاملة بالأشخاص الذين تم اعتقالهم، وقال إنه لم يكن من بين المعتقلين أي مسلم.   وقالت الحكومة إن المهاجمين والضحايا كانوا من نفس الديانة.  

### إعدام كاربي أنجلونج خارج نطاق القانون عام 2018
وقعت حادثة إعدام كاربي أنجلونج عام 2018م، وذلك عندما أوقف رجلان سيارتهما ليطلبا من القرويين معرفة الاتجاهات، وذلك أثناء زيارتهما لشلال كانجثيلانجسو، باحثين عن أسماك للزينة. اشتبه مجموعة من القرويين المخمورين في أنهما من خاطفي الأطفال وهاجموهما بالسواطير وأعمدة الخيزران والخشب. وتوفي الرجلان متأثرين بجراحهما قبل أن يتم نقلهما إلى المستشفى. وقد تم تداول مقطع فيديو يظهر الرجلين ملطخين بالدماء ويتوسلان الرحمة.

## قائمة الهجمات والإعدامات خارج نطاق القانون
| التاريخ        | الضحايا                                                                                                   | الموقع                          | الولاية     | Deaths | Injuries | Arrests | الظروف |
| -------------- | --- | ------------------------------- | ----------- | ------ | -------- | ------- | --- |
| مايو 12, 2017  | رجلان | جادوجورا, منطقة شرق سنغيوم      | جهارخاند    | 2      |          |         | تعرض شخصان للضرب حتى الموت وإصابة عدد آخر على يد حشد للاشتباه في كونهم خاطفي أطفال في جادوجورا. |
| مايو 17, 2017  | رجل مجهول الهوية                                                                                          | قرية شوبهابور، كولهان           | جهارخاند    | 1      |          |         | رجل يتعرض للضرب حتى الموت للاشتباه في أنه مختطف أطفال. |
| مايو 17, 2017  | رجلان مجهولا الهوية                                                                                       | قرية سوسومولي                   | جهارخاند    | 2      |          |         | رجلان يتعرضان للضرب حتى الموت للاشتباه في كونهما من خاطفي الأطفال.. |
| أبريل 10, 2018 | روكماني (أنثى, 65), شاندراسيكاران (ذكر،34),موهان كومار (ذكر, 34), فينكاتيسان (51), جاجيندران              | تيمور, مقاطعة تيروفانا مالاي    | تاميل نادو  | 1      | 3        | 42      | كانت روكماني البالغة من العمر 65 عامًا وعائلتها مسافرين من تشيناي لزيارة معبد العائلة عندما توقفوا ليسألوا سيدة مسنة عن الاتجاهات. أثناء توقفهم أعطوا الشوكولاتة للأطفال المحليين. أخبرت السيدة بقية القرية أنهم يجب أن يكونوا متاجرين بالأطفال. تجمع حشد من 200 شخص وجردوا الأسرة من ملابسها وضربوهم،, مما أسفر عن مقتل روكماني وإصابة الثلاثة الآخرين بجروح خطيرة وقلب سيارتهم. كانت الشرطة موجودة ولكنها لم تتمكن من وقف العنف حتى وصلت سيارة إسعاف.. تم تداول مقاطع فيديو تم التقاطها للهجوم واستخدامها لتحديد هوية الجناة.. نتشرت مزاعم باختطاف 52 طفلاً في المنطقة على WhatsApp قبل الإعدام خارج نطاق القانون. بدأت الشرطة حملة توعية ضد الأخبار الكاذبة في الأيام التي أعقبت الهجوم. |
| أبريل 29, 2018 | رجل واحد (30عامًا)                                                                                         | باراسورامباتي, جودياتام ، فيلور | تاميل نادو  | 1      |          |         | يُشتبه في أن عامل مهاجر يتحدث الهندية ويبلغ من العمر 30 عامًا هو من اختطف الأطفال وتعرض للضرب حتى الموت.. بدأت الشرطة حملة توعية عامة. |
| مايو 11, 2018  | غانيشا (30عامًا)                                                                                           | تيلوفالر, تشيناي                | تامبل نادو  | 1      |          | 20      | هاجم 90 قرويًا رجلًا مريضًا نفسيًا، شوهد يتجول في الشوارع لعدة أشهر، متهمين إياه بخطف الأطفال. كسروا أنفه، واقتلعوا عينه، وعلقوه على جسر قرب بحيرة بوليكات. وكان السبب مقاطع فيديو ورسائل مزيفة متداولة عبر واتساب. |
| مايو 17, 2018  | أوتاو كومار فيرما (ذكر), جانيش كومار جوبتا (ذكر), فيكاس فيرما (25), جوتام فيرما (27), إمرأة مسنة (80عامَا) | نجادية                          | جهارخاند    | 4      |          |         | تعرض شقيقان يعملان في حملة "سواش بهارات" وصديق لهما للضرب حتى الموت على يد رجال القبائل أمام جدتهما البالغة من العمر 80 عامًا. أصيب شقيقهما الأكبر بجروح في الهجوم. فشلت الشرطة في إنقاذهما، حيث اتهمهم شهود عيان بالوقوف والمشاهدة. وُجهت أصابع الاتهام إلى شائعات واتساب في الهجوم. أحرق قرويون غاضبون سيارتين للشرطة.. وورد أن الجدة تعرضت للضرب أيضًا وتوفيت لاحقًا.. |
| يونيو 8, 2018  | بهارات سونافني (ذكر)، شيفاجي شيندي (ذكر)، و 7 رجال آخرين                                                  | تشاندجاون, مقاطعة فايجابور      | مهاراشتره   | 2      | 7        | 400     | تعرض رجلان للضرب حتى الموت وأصيب سبعة آخرون، أحدهم في حالة خطيرة، بعد أن هاجمهم حشد من القرويين بعصي خشبية بعد تلقي رسائل على وسائل التواصل الاجتماعي حول عصابة من اللصوص في المنطقة. |
| يوليو 1, 2018  | رجلان، وامرأتان، وطفل                                                                                     | ماليجاون                        | مهاراشتره   | 0      | 4        |         | اتُهمت عائلة من عمال الأجر اليومي من قِبَل مراهق باختطاف أطفال، وهاجمهم حشدٌ من المُحيطين. أنقذت الشرطة جميع أفرادها الخمسة. هاجم الحشد الشرطة وقلبوا سيارةً تابعةً لها. أُصيب الأربعة بجروحٍ بالغة في المستشفى.. يُعتقد أن السبب هو مقاطع فيديو مُفبركة من كارناتاكا. |
| بوليو 1, 2018  | داداراو بهوسالي، بهارات بهوسالي، آبا إنجولي، بهارات مالف، راجو بهوسالي                                    | قرية رينبادا, منطقة دهولي       | مهاراشتره   | 5      |          |         | قُتل خمسة أشخاص ينتمون إلى جماعة ناث بانثي دافاري غوسافي البدوية شنقًا للاشتباه في تورطهم في الاتجار بالأطفال. وأشارت شائعات على مواقع التواصل الاجتماعي إلى وجود خاطفي أطفال نشطين في المنطقة. |
| يوليو 16, 2018 | محمد عزام (28), صلاح عيد الكبيسيi, نور محمد ورجل واحد آخر                                                 | منطقة بيدار                     | كارناتك     | 1      | 3        | 32      | كان محمد عزام، عامل تكنولوجيا المعلومات، يزور أحد أقاربه مع ثلاثة من أصدقائه عندما رأوا بعض الأطفال في القرية يقدمون لهم شوكولاتة قطرية. اشتبه القرويون في أنهم خاطفو أطفال، فعادوهم. فرت المجموعة بسيارتها، لكن السكان اتصلوا بقرية موركي المجاورة التي أغلقت الطريق. انقلبت السيارة في خندق، وسحبهم الرجال من السيارة ،وضربوهم بالعصي والحجارة. وعند وصول الشرطة، كان عزام قد فارق الحياة، بينما أصيب الآخرون بجروح خطيرة. وأصيب ثمانية من رجال الشرطة، اثنان منهم في حالة خطيرة |
| يوليو 19, 2018 | امرأة واحدة (25)                                                                                          | فرية بهوش، موروا، سينجراولي     | مدهيا برديش | 1      |          | 14      | بعد انتشار رسائل واتساب، اشتبهت مجموعة من رجال القبائل بامرأة مشردة تعاني من إعاقة ذهنية، فهاجموها بالعصي والقضبان وفأس. أُلقيت جثتها في الغابة، لكن الشرطة عثرت عليها بعد ذلك بوقت قصير.. |
| أبريل 18, 2020 | سوشيل جيري مهراج (35), نيليش تيليجان (35), شيكاني مهراج كالبافريكشجيري (70)                               | بالغار                          | مهاراشتراه  | 3      |          | 110     | انظر حادثة إعدام جماعي في بالغار عام ٢٠٢٠. ثلاثة رجال كانوا يقودون سياراتهم لحضور جنازة خلال فترة الإغلاق بسبب فيروس كورونا، أُعدموا شنقًا على يد مجموعة من الحراس للاشتباه في كونهم لصوصًا، بعد انتشار شائعات في المنطقة.. |